# V hlavní roli počítač
V hlavní roli počítač (anglicky Hide and Seek) je kanadský televizní film z roku 1984 režírovaný René Bonnièreem. Film byl natočen podle novely The Adolescence of P-1 Thomase J. Ryana. Jako řídicí počítače jaderné elektrátrny byly ve filmu použity počítače Commodore 64, jako počítače v učebnách studentů byly použity počítače Commodore PET.

## Děj
Gregory se zajímá o počítače a ze zvědavosti naprogramuje program P-1, který začne žít svým životem a sám se zdokonalovat. Při tom se šíří na další počítače a dostane se až do počítačů řídících jadernou elektrárnu. Později sám vyhledá a kontaktuje Gregoryho, po kterém chce, aby našel jeho původní algoritmus. Při tom P-1 pomáhá Gregorymu i jeho přítelkyni Lindě. Protože se P-1 dostal do počítačů jaderné alektrárny, chce ho zničit armáda. Protože Gregory není v nalezení původní algoritmu P-1 úspěšný, P-1 zahájí hru na schovávanou a na několik let se odmlčí. jednoho dne si Gragory kupuje v automatu jízdenku na MHD a na místo jízdenky automat vytiskne pozdrav: „Ahoj Gregory, dlouho jsme se neviděli.“

## Obsazení
| Bob Martin      | Gregory |
| Ingrid Veninger | Jessica |
| Dave Patrick    | Chaim   |
| John Friesen    | Huntley |
| Alan Scarfe     |         |